# Lista primarilor Iașiului
Aceasta este o listă a primarilor din Iași. Informațiile sunt în general preluate din articolele „Cei mai puternici ieșeni”, publicat pe 17 februarie 2007 în Evenimentul zilei, respectiv „Am deschis, după 25 ani de capitalism, cufărul prăfuit de amintiri al Iașului”, publicat pe 3 ianuarie 2015 în Ziarul de Iași. Acolo unde au putut fi obținute informații suplimentare sau corectate informațiile existente, au fost indicate sursele.
| Nr. crt.                    | Nume                          | Data nașterii/ decesului               | Ocupație                             | Mențiuni                                              | De la                                                             | Până la                          | Partid                      | Imagine                     |
| Perioada Regatului României | Perioada Regatului României   | Perioada Regatului României            | Perioada Regatului României          | Perioada Regatului României                           | Perioada Regatului României                                       | Perioada Regatului României      | Perioada Regatului României | Perioada Regatului României |
| --------------------------- | ----------------------------- | -------------------------------------- | ------------------------------------ | ----------------------------------------------------- | ----------------------------------------------------------------- | -------------------------------- | --------------------------- | --------------------------- |
| 1 (1)                       | Dimitrie Gusti                | 24 octombrie 1818 – 26 martie 1887     | poet, scriitor, profesor             | primul mandat                                         | 24 august 1864                                                    | 5 decembrie 1866                 | PNL                         |                             |
| 2 (1)                       | Teodor V. Tăutu               | 11 august 1828 – 6 august 1902         |                                      | primul mandat                                         | 5 decembrie 1866                                                  | 26 iunie 1868                    |                             |                             |
| 3                           | Ioan Antoniadi                | ? – 1886                               |                                      |                                                       | 3 septembrie 1868                                                 | 2 iunie 1869                     |                             |                             |
| 4 (2)                       | Dimitrie Gusti                | 24 octombrie 1818 – 26 martie 1887     | poet, scriitor, profesor             | al doilea mandat                                      | 18 iulie 1869                                                     | aprilie 1870                     | PNL                         |                             |
| 5 (2)                       | Teodor V. Tăutu               | 11 august 1828 – 6 august 1902         |                                      | al doilea mandat                                      | 25 mai 1870                                                       | 25 octombrie 1870                |                             |                             |
| 6                           | Iordachi Beldiman             | ? – 28 noiembrie 1870                  |                                      |                                                       | 25 noiembrie 1870                                                 | 28 noiembrie 1870 (deces)        |                             |                             |
| 7 (1)                       | Constantin Cristodulo-Cerchez | 1831 – ? decembrie 1901                |                                      | primul mandat                                         | 5 decembrie 1870                                                  | 7 octombrie 1871                 |                             |                             |
| 8 (3)                       | Dimitrie Gusti                | 24 octombrie 1818 – 26 martie 1887     | poet, scriitor, profesor             | al treilea mandat                                     | decembrie 1871                                                    | mai 1872                         | PNL                         |                             |
| 9 (1)                       | Nicolae Gane                  | 1 februarie 1838 – 16 aprilie 1916     | scriitor                             | primul mandat                                         | 17 iunie 1872                                                     | 19 mai 1876                      |                             |                             |
| 10                          | Grigore Tufescu               | 1857 – 16 septembrie 1926              |                                      |                                                       | 19 mai 1876                                                       | 10 ianuarie 1877                 |                             |                             |
| 11                          | Scarlat Pastia                | 6 octombrie 1827 – 24 decembrie 1900   | jurist                               |                                                       | 11 ianuarie 1877                                                  | 24 aprilie 1879 (demisie)        |                             |                             |
| 12 (2)                      | Constantin Cristodulo-Cerchez | 1831 – ? decembrie 1901                |                                      | al doilea mandat                                      | 24 aprilie 1879                                                   | februarie 1880 (demisie)         | PNL                         |                             |
| 13 (1)                      | Vasile Pogor                  | 20 august 1833 – 20 martie 1906        | publicist, poet                      | primul mandat                                         | februarie 1880                                                    | 26 aprilie 1881                  |                             |                             |
| 14 (2)                      | Nicolae Gane                  | 1 februarie 1838 – 16 aprilie 1916     | scriitor                             | al doilea mandat                                      | 27 aprilie 1881                                                   | 23 iunie 1881                    |                             |                             |
| 15                          | Ioan Ornescu                  | 15 august 1853 – 13 martie 1896        | avocat                               |                                                       | 23 iunie 1881                                                     | 13 octombrie 1881                |                             |                             |
| 16 (4)                      | Dimitrie Gusti                | 24 octombrie 1818 – 26 martie 1887     | poet, scriitor, profesor             | al patrulea mandat                                    | octombrie 1881                                                    | februarie 1883                   | PNL                         |                             |
| 17                          | Leon Negruzzi                 | 5 iunie 1840 – 16 iulie 1890           | jurist, poet, prozator               |                                                       | 3 februarie 1883                                                  | 7 decembrie 1886                 | 0 PC                        |                             |
| 18 (5)                      | Dimitrie Gusti                | 24 octombrie 1818 – 26 martie 1887     | poet, scriitor, profesor             | al cincilea mandat                                    | decembrie 1886                                                    | martie 1887                      | PNL                         |                             |
| 19 (3)                      | Nicolae Gane                  | 1 februarie 1838 – 16 aprilie 1916     | scriitor                             | al treilea mandat                                     | 4 iunie 1887                                                      | 4 martie 1888                    |                             |                             |
| 20 (2)                      | Vasile Pogor                  | 20 august 1833 – 20 martie 1906        | publicist, poet                      | al doilea mandat                                      | 7 iunie 1888                                                      | 7 iunie 1890                     |                             |                             |
| 21                          | Pandele Zamfirescu            | 1843 – 3 ianuarie 1926                 |                                      |                                                       | 26 martie 1891                                                    | 7 iunie 1891                     |                             |                             |
| 22                          | Constantin Langa              | 1829 – 17 decembrie 1914               | colonel                              |                                                       | 7 iunie 1891                                                      | 30 mai 1892                      |                             |                             |
| 23 (3)                      | Vasile Pogor                  | 20 august 1833 – 20 martie 1906        | publicist, poet                      | al treilea mandat                                     | 30 mai 1892                                                       | 11 noiembrie 1894                |                             |                             |
| 24                          | Ioan Diamandi                 | 1836 – 24 noiembrie 1898               |                                      |                                                       | 11 noiembrie 1894                                                 | 19 noiembrie 1895                |                             |                             |
| 25 (4)                      | Nicolae Gane                  | 1 februarie 1838 – 16 aprilie 1916     | scriitor                             | al patrulea mandat                                    | 19 noiembrie 1895                                                 | 22 aprilie 1899                  |                             |                             |
| 26                          | Alexandru A. Bădărău          | 9 aprilie 1859 – 27 martie 1927        | profesor, publicist                  |                                                       | 22 aprilie 1899                                                   | 19 februarie 1901                | 0 PC-D                      |                             |
| 27                          | Constantin B. Pennescu        | 1854 – 2 ianuarie 1928                 | avocat                               |                                                       | 12 aprilie 1901                                                   | 24 decembrie 1904                | PNL                         |                             |
| 28 (1)                      | Gheorghe Lascăr               | 1857 – 1928                            | profesor                             | primul mandat                                         | 24 decembrie 1904                                                 | 9 aprilie 1907                   | 0 PC                        |                             |
| 29 (1)                      | Petru Poni                    | 4 ianuarie 1841 – 2 aprilie 1925       | chimist, fizician, profesor          | primul mandat                                         | 9 aprilie 1907                                                    | 11 iulie 1907                    |                             |                             |
| 30 (5)                      | Nicolae Gane                  | 1 februarie 1838 – 16 aprilie 1916     | scriitor                             | al cincilea mandat                                    | 11 iulie 1907                                                     | 6 ianuarie 1911                  |                             |                             |
| 31                          | Dimitrie A. Greceanu          | 10 august 1859 – 10 decembrie 1920     |                                      |                                                       | 6 ianuarie 1911                                                   | 30 aprilie 1912                  | 0 PC                        |                             |
| 32 (1)                      | Gheorghe N. Botez             | 1860 – 18 aprilie 1926                 |                                      |                                                       | 30 aprilie 1912                                                   | 29 decembrie 1912                |                             |                             |
| 33                          | Matei B. Cantacuzino          | 10 iulie 1855 – 10 august 1925         | jurist                               |                                                       | 29 decembrie 1912                                                 | 6 ianuarie 1914                  | 0 PC                        |                             |
| 34                          | Alexandru Teodoreanu          | 1847 – ?                               |                                      |                                                       | 6 ianuarie 1914                                                   | 17 martie 1914                   |                             |                             |
| 35                          | Anastasie Triandafil          | 1845 – 1 decembrie 1916                |                                      |                                                       | 17 martie 1914                                                    | 27 aprilie 1914                  |                             |                             |
| 36                          | George G. Mârzescu            | 4 iulie 1876 – 12 mai 1926             | jurist                               |                                                       | 27 aprilie 1914                                                   | 14 decembrie 1916                | PNL                         |                             |
| 37                          | Mihai Tomida                  | 1867 – 9 ianuarie 1928                 | profesor                             |                                                       | 27 decembrie 1916                                                 | 1918                             | PNL                         |                             |
| 38                          | Nicolae A. Racoviță           | 1878 – 1948                            |                                      |                                                       | 1918                                                              | 1918                             |                             |                             |
| 39 (2)                      | Gheorghe N. Botez             | 1860 – 18 aprilie 1926                 |                                      |                                                       | 1918                                                              | 1918                             | PP                          |                             |
| 40                          | Emil R. Cernătescu            | 1853 – 24 iulie 1936                   | judecător                            |                                                       | 1918                                                              | 1919                             |                             |                             |
| 41                          | Constantin Crupenschi         | 1861 – 7 decembrie 1928                | avocat, procuror                     |                                                       | 1919                                                              | 1920                             | PNL                         |                             |
| 42                          | Panait Zosin                  | 27 iunie 1873 – decembrie 1942         | medic, profesor universitar          |                                                       | 1920                                                              | 1920                             | socialist                   |                             |
| 43                          | Mihai Negruzzi                | 1873 – 1958                            | general, scriitor                    |                                                       | 10 aprilie 1920                                                   | 4 august 1921                    |                             |                             |
| 44                          | Petru Pogonat                 | 23 ianuarie 1880 – 2 ianuarie 1957     | avocat                               |                                                       | 4 august 1921                                                     | 18 decembrie 1921 (demisie)      | PP                          |                             |
| 45 (2)                      | Gheorghe Lascăr               | 1857 – 1928                            | profesor                             | al doilea mandat                                      | 26 decembrie 1921 (desemnat) 31 decembrie 1921 (instalat oficial) | ianuarie 1922                    | 0 PC-D                      |                             |
| 46                          | Eugen Herovanu                | 13 septembrie 1874 – 31 decembrie 1956 | jurist, prozator                     |                                                       | 28 ianuarie 1922                                                  | 5 iunie 1922 (demisie)           |                             |                             |
| 47                          | Constantin Toma               | 1878 – 2 noiembrie 1942                | avocat                               |                                                       | 12 iunie 1922                                                     | 12 martie 1926                   | PNL                         |                             |
| 48                          | Constantin Enășescu           | 1863 – ? martie 1939                   | medic                                |                                                       | 12 martie 1926                                                    | 25 aprilie 1926                  | 0 PC-D                      |                             |
| 49                          | Nicolae Petrea                | ? – 8 august 1943                      | avocat                               |                                                       | 22 mai 1926                                                       | 14 octombrie 1927                | PP                          |                             |
| 50 (1)                      | Osvald Racoviță               | 28 aprilie 1887 – ? aprilie 1974       | avocat                               | primul mandat                                         | 14 octombrie 1927                                                 | 28 august 1929                   | PNL                         |                             |
| 51                          | Nicolae Cananău               | 1867 – 26 februarie 1938               |                                      |                                                       | 21 august 1929 (desemnat) 28 august 1929 (instalat oficial)       | 30 decembrie 1929                | PNȚ                         |                             |
| 52                          | Petru Bogdan                  | 29 ianuarie 1873 – 28 martie 1944      | chimist                              |                                                       | 1 ianuarie 1930                                                   | martie 1934                      |                             |                             |
| 53                          | Gheorghe Vasiliu-Voina        | 1887 – 1960                            | avocat                               |                                                       | 1934                                                              | 1934                             | PNL                         |                             |
| 54 (2)                      | Osvald Racoviță               | 28 aprilie 1887 – ? aprilie 1974       | avocat                               | al doilea mandat                                      | 22 martie 1934                                                    | 13 februarie 1938                | PNL                         |                             |
| 55                          | Nicolae N. Gane               | 1973 – 1956                            | judecător, procuror                  |                                                       | 1938                                                              | 1938                             | PNC                         |                             |
| 56                          | Mihai Eșanu                   | ? – ?                                  |                                      |                                                       | 13 februarie 1938                                                 | 1 octombrie 1938                 |                             |                             |
| 57 (1)                      | Constantin Ionescu            | 23 septembrie 1882 – 7 iunie 1973      | general                              | primul mandat                                         | 10 octombrie 1938                                                 | 10 octombrie 1940                |                             |                             |
| 58                          | Spiridon Poleacu              | 1891 – 1972                            |                                      |                                                       | 10 octombrie 1940                                                 | 26 ianuarie 1941                 | ML                          |                             |
| 59 (2)                      | Constantin Ionescu            | 23 septembrie 1882 – 7 iunie 1973      | general                              | al doilea mandat                                      | 26 ianuarie 1941                                                  | 2 iunie 1943                     |                             |                             |
| 60                          | Constantin N. Ifrim           | 13 septembrie 1884 – 14 octombrie 1960 | avocat, ziarist, proprietar de presă |                                                       | 2 iunie 1943                                                      | 25 august 1944                   | PNL                         |                             |
| 61                          | Alfred Winkler                | ? – 1956                               | jurist                               |                                                       | 5 septembrie 1944                                                 | 10 martie 1945                   |                             |                             |
| 62                          | Eduard Lăzărescu              | 1885 – 23 august 1948                  | avocat, ziarist                      |                                                       | 10 martie 1945                                                    | septembrie 1947                  | PNL                         |                             |
| Perioada comunistă          |                               |                                        |                                      |                                                       |                                                                   |                                  |                             |                             |
| 63                          | Anton Paluga                  | 1896 – ?                               | strungar, ceferist                   |                                                       | 31 decembrie 1947                                                 | 16 decembrie 1950                | PCR                         |                             |
| 64                          | Constantin Crăcană            | ? – ?                                  | maistru turnător                     |                                                       | 16 decembrie 1950                                                 | martie 1953                      | PCR                         |                             |
| 65                          | Ion Niculi                    | 25 ianuarie 1887 – 31 iulie 1979       | muncitor tipograf                    |                                                       | 28 martie 1953                                                    | martie 1956                      | PCR                         |                             |
| 66                          | Octav Iliescu                 | 10 noiembrie 1922 – 11 ianuarie 2000   |                                      |                                                       | 18 martie 1956                                                    | decembrie 1959                   | PCR                         |                             |
| 67                          | Anghel Negulescu              | 1922 – 23 decembrie 1992               | inginer                              |                                                       | 20 decembrie 1959                                                 | 29 decembrie 1964                | PCR                         |                             |
| 68                          | Gheorghe Filip                | 1932 – ?                               |                                      |                                                       | decembrie 1964                                                    | 13 aprilie 1967                  | PCR                         |                             |
| 69                          | Gheorghe Cambose              | 1932 – iulie 2006                      | inginer                              |                                                       | 13 aprilie 1967                                                   | 20 februarie 1968                | PCR                         |                             |
| 70                          | Ioan Manciuc                  | 25 iulie 1929 – 27 martie 1979         | electrician                          |                                                       | 21 februarie 1968                                                 | 27 martie 1979                   | PCR                         |                             |
| 71                          | Eugen Nechifor-Moraru         | 23 decembrie 1929 – 27 martie 2003     | ofițer în rezervă                    |                                                       | 20 octombrie 1979                                                 | 22 noiembrie 1989                | PCR                         |                             |
| 72                          | Dumitru Nagîț                 | 1949 – 31 ianuarie 2003                | economist                            |                                                       | 22 noiembrie 1989                                                 | 22 decembrie 1989                | PCR                         |                             |
| Perioada post-comunistă     |                               |                                        |                                      |                                                       |                                                                   |                                  |                             |                             |
| 73                          | Ionel Onofraș                 | ? –                                    |                                      |                                                       | decembrie 1989                                                    | februarie 1990                   |                             |                             |
| 74 (1)                      | Vasile Dumitriu               | 28 martie 1951 –                       |                                      | primul mandat                                         | ?                                                                 | 25 august 1990                   | FSN                         |                             |
| 75                          | Emil Uncheșel                 | 24 septembrie 1938 –                   | inginer                              |                                                       | 25 august 1990                                                    | 5 iunie 1991 (demisie)           |                             |                             |
| 76                          | Emil Alexandrescu             | 19 noiembrie 1937 – 4 martie 1992      | inginer                              |                                                       | 14 iunie 1991                                                     | 4 martie 1992 (deces)            | FSN                         |                             |
| 77 (2)                      | Vasile Dumitriu               | 28 martie 1951 –                       |                                      | al doilea mandat (interimar)                          | 5 martie 1992                                                     | 22 iunie 1992                    | 0 Indep.                    |                             |
| 78                          | Constantin Simirad            | 13 mai 1941 – 28 martie 2021           | profesor universitar                 |                                                       | 22 iunie 1992                                                     | 28 noiembrie 2003                | CDR 0 PM PSD                |                             |
| 79                          | Gheorghe Nichita              | 5 septembrie 1956 –                    | inginer                              |                                                       | 28 martie 2021                                                    | 22 mai 2015 (arestat, suspendat) | PSD                         |                             |
| 80                          | Mihai Chirica                 | 1 septembrie 1971 –                    | inginer                              | interimar                                             | 25 mai 2015                                                       | 5 iunie 2016                     | PSD 0 Indep. PNL            |                             |
| 80                          | Mihai Chirica                 | 1 septembrie 1971 –                    | inginer                              | primar ales                                           | 5 iunie 2016                                                      | 4 februarie 2022                 | PSD 0 Indep. PNL            |                             |
| 80                          | Mihai Chirica                 | 1 septembrie 1971 –                    | inginer                              | control judiciar; interzicerea exercitării mandatului |                                                                   |                                  | PSD 0 Indep. PNL            |                             |
| 80                          | Mihai Chirica                 | 1 septembrie 1971 –                    | inginer                              | reluare mandat                                        | 11 februarie 2022                                                 |                                  | PSD 0 Indep. PNL            |                             |